# Kröhnke-pyridinesynthese
De Kröhnke-pyridinesynthese is een condensatiereactie van een pyridiniumketon met een alfa,bèta-onverzadigde carbonylverbinding en ammoniumacetaat in azijnzuur tot een trigesubstitueerd pyridine:
De drijvende kracht van de reactie is de vorming van een aromatische verbinding en de winst aan mesomere stabilisatie.

## Reactiemechanisme
De reactie start met een enolisatie door azijnzuur (1), gevolgd door de Michael-additie van het gevormde enol aan de alfa,bèta-onverzadigde carbonylverbinding (2). Het gevormde 1,5-diketon in stap 3 wordt gedeprotoneerd en pyridine (uit het oorspronkelijke pyridiniumzout) wordt afgeplitst (4). De nucleofiele aanval van in situ gevormd ammoniak (5) leidt tot vorming van een hemiaminal, dat na afsplitsing van water (6) wordt omgezet in een onstabiel primair imine. Deprotonering leidt tot een cyclisatie (7) en na afsplitsing van een tweede molecule water (8) wordt het pyridinederivaat gevormd.